# تورم ناشی از فشار تقاضا

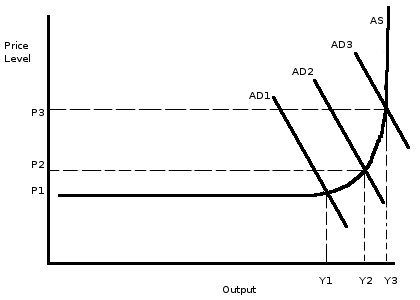
تقاضای کل سریعتر از تولید افزایش می‌یابد

تورم ناشی از فشار تقاضا زمانی گفته می‌شود که تقاضای کل در یک اقتصاد از عرضه کل بیشتر شود. این افزایش تورم شامل، افزایش واقعی تولید ناخالص داخلی و کاهش بیکاری اتفاق می‌افتد، به دلیل حرکت اقتصاد در امتداد منحنی فیلیپس. این موضوع معمولاً به عنوان «پول زیاد، در تعقیب کالاهای معدود» توصیف می‌شود . " به عبارت دقیق‌تر، باید به عنوان «پول زیادی که برای تعقیب کالاهای کمتری صرف می‌شود» توصیف شود ، زیرا تنها پولی که برای کالاها و خدمات هزینه می‌شود می‌تواند باعث تورم شود. انتظار نمی‌رود این اتفاق بیفتد، مگر آنکه اقتصاد در حال حاضر در سطح اشتغال کامل باشد. این برعکس تورم فشار-هزینه است.

## چگونگی رخ دادن
در نظریه کینزی، افزایش اشتغال منجر به افزایش تقاضای کل (AD) می‌شود که منجر به استخدام بیشتر بنگاه‌ها برای افزایش بازده می‌شود. به دلیل محدودیت ظرفیت، سرانجام این افزایش تولید به حدی کم می‌شود که قیمت کالاها افزایش می‌یابد. در ابتدا، بیکاری کاهش می‌یابد و AD1 را به AD2 منتقل می‌کند، که باعث افزایش تقاضا (به عنوان «Y») به وسیله (Y2 - Y1) می‌شود. این افزایش تقاضا بدان معنی است که تعداد بیشتری کارگر مورد نیاز هستند و پس از آن AD از AD2 به AD3 منتقل می‌شود، اما این انتقال بسیار کمتر از انتقال قبلیست، اما سطح قیمت از P2 به P3 افزایش یافته‌است، که این افزایش بسیار بیش تر از تغییر قبلیست. این افزایش قیمت را تورم می‌نامند.
تورم افزایش تقاضا با تورم فشار بر هزینه روبرو است، هنگامی که افزایش قیمت و دستمزد از یک بخش به بخش دیگر منتقل می‌شود. با این وجود، اینها می‌توانند جنبه‌های مختلف یک روند تورمی کلی را در نظر بگیرند: تورم با کشش تقاضا چگونگی شروع تورم قیمت را توضیح می‌دهد و تورم فشار بر هزینه نشان می‌دهد که چرا تورم از زمان آغاز، خیلی سخت متوقف می‌شود.

## دلایل
- افزایش سریع در مصرف و سرمایه‌گذاری در کنار شرکت‌های با اعتماد به نفس
- افزایش ناگهانی در صادرات به دلیل ارزش کم ارزش ارز
- ازدیاد مخارج دولت
- انتظار اینکه تورم رو به افزایش باشد
- کارگران و بنگاه‌ها برای مقابله با تورم قیمت خود را افزایش دهند.
- وجود رشد پولی بیش از حد، هنگامی که پول زیادی در سیستم وجود دارد که کالاهای کمتری را تعقیب می‌کند؛ بنابراین قیمت «کالا» افزایش می‌یابد.
- افزایش جمعیت

## پیوندها
1. ↑  Barth, J. R. & Bennett, J. T. (1975). Cost-push versus Demand-pull Inflation: Some Empirical Evidence. Journal of money, credit & banking (Ohio State University Press),7(3), 391.
2. ↑  http://oxfordindex.oup.com/view/10.1093/oi/authority.20110803095709229 OxfordIndex, A Dictionary of Economics